# Estación Chhatrapati Shivaji
La Estación Terminal Chhatrapati Shivaji (en inglés Chhatrapati Shivaji Terminus, CST) es una estación de tren de la compañía Central Railways situada en Bombay, en el estado de Maharashtra, India. Este monumento, de estilo indo-sarraceno, fue declarado como Patrimonio de la Humanidad por la Unesco en 2004 y abarca un área protegida de 2'85 ha.
Fue bautizada en 1887 como «Estación Victoria» (en inglés Victoria Terminus) en honor a la reina Victoria emperatriz de la India, y renombrada en 1996 como «Chhatrapati Shivaji Terminus» en honor a Chhatrapati Shivaji, petición del ministro de los transportes de la época, Suresh Kalmadi. El 8 de diciembre de 2016 fue añadido el término «Maharaj» al nombre oficial de la estación tras una iniciativa del Gobierno de la India.
La estación fue proyectada por el arquitecto Fredrick Williams Stevens, con un concepto arquitectónico gótico victoriano y destinado a ser un renacimiento similar de la arquitectura gótica india (época clásica), la estación fue construida en 1887 en el área de Bori Bunder de Bombay para conmemorar el Jubileo de oro de la Reina Victoria. La nueva estación de ferrocarril se construyó en la ubicación de la antigua estación de ferrocarril de Bori Bunder y es una de las estaciones de ferrocarril más concurridas en la India, sirviendo como una terminal para trenes de larga distancia y trenes de cercanías del ferrocarril suburbano de Bombay.

## Historia

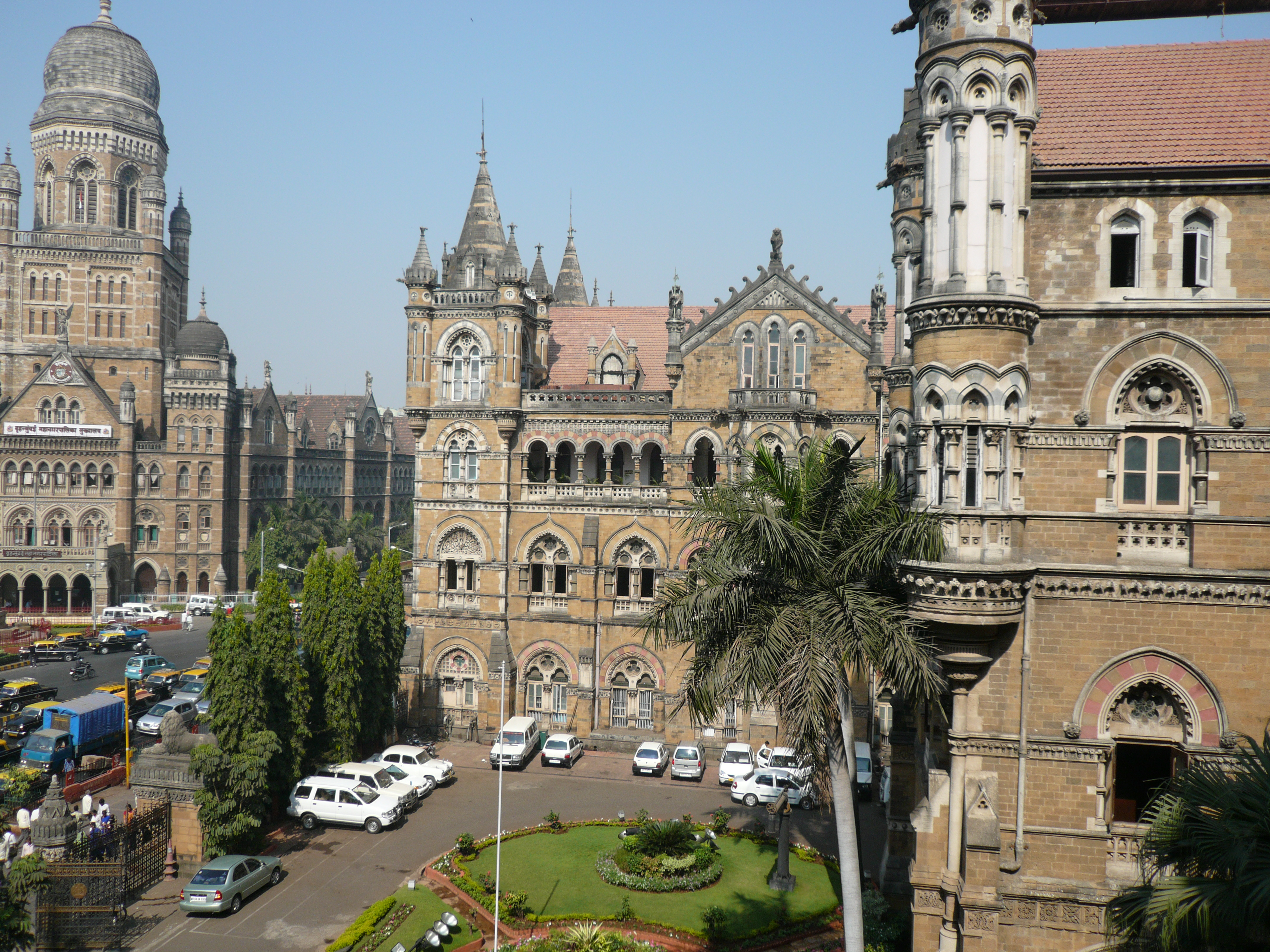

Bori Bunder (o «Bori Bandar») era una de las áreas a lo largo de la línea de la costa del este de Bombay que fue utilizada como almacén para las mercancías importadas y exportadas de la ciudad. En el nombre de la zona, Bori significa «saco» y Bandar significa «puerto» o «refugio» (en marathi), así que Bori Bunder significa literalmente «lugar donde se almacenan los sacos». En la década de 1850, el Gran Ferrocarril Peninsular de la India (Great Indian Peninsular Railway) construyó su terminal ferroviaria en esta zona y la estación tomó su nombre como Bori Bunder. El 16 de abril de 1853, el Great Indian Peninsula Railway operó el primer tren de pasajeros histórico en la India de Bori Bunder a Thane, cubriendo una distancia de 34 km, anunciando formalmente el nacimiento de Indian Railways. El tren entre Bori Bunder y Thane duró 57 minutos a una distancia de 35 km.

### Construcción de la estación
La estación se reconstruyó finalmente como Victoria Terminus, nombrado por la reina británica Victoria emperatriz de la India, y se ha renombrado posteriormente Chhatrapati Shivaji Terminus (CST) por el gran guerrero marathá del siglo XVII Chhatrapati Shivaji.
La estación fue diseñada por el consultor y arquitecto británico Frederick William Stevens (1848-1900). El trabajo comenzó en 1878 y recibió una suma de ₹1,614,000 (US$24,000) como pago por sus servicios. Stevens ganó la comisión para construir la estación después de un boceto en acuarela de la obra maestra por el dibujante Axel Haig. El diseño final tiene cierta semejanza con la estación de ferrocarril de St Pancras en Londres. Los planes de GG Scott para el edificio del parlamento de Berlín habían sido publicados cuatro años antes, y también ha marcado similitudes con el diseño de la estación. El mercado de Crawford también se encuentra cerca de CSTM.

### Inauguración y desarrollo
La estación tardó diez años en completarse, el periodo más largo para cualquier edificio de esa época en Bombay. Esta señal arquitectónica famosa en un estilo gótico-renaciente fue construida como la jefatura del Great Indian Peninsula Railway. Desde entonces, la estación llegó a ser conocido como Bombay VT (Código ferroviario-BBVT). Originalmente destinado sólo para albergar la estación principal y las oficinas administrativas del Gran Ferrocarril de la Península India, una serie de edificios auxiliares se fueron añadido posteriormente, todos diseñados con el fin de armonizar con la estructura principal. Las plataformas originales fueron las enumeradas de 1 a 9.
A medida que la línea de Harbor se extendía desde su terminal anterior en el camino de Dockyard a VT, para evitar la congestión, se construyó una nueva explanada principal con las plataformas 10-13 al este de la actual explanada suburbana, para manejar el tráfico de líneas principales erigido en 1929. El edificio original todavía está en uso para manejar el tráfico suburbano y es utilizado por más de tres millones de viajeros todos los días. Es también la sede administrativa del Ferrocarril Central (Central Railway).